# Leonard Kleinrock
Leonard Kleinrock (New York, 13 giugno 1934) è un informatico statunitense.
Professore di informatica all'UCLA, ha fornito diversi importanti contributi nel campo delle reti di calcolatori, soprattutto a livello teorico. Kleinrock ha inoltre ricoperto un importante ruolo nello sviluppo di ARPANET, rete progenitrice di Internet, stabilendo nell'ottobre 1969 la prima comunicazione tra computer.
I suoi più conosciuti e significativi lavori furono le prime ricerche sulla teoria delle code, che hanno apportato notevoli ricadute pratiche, tra cui la commutazione a pacchetto, la tecnologia che sta alla base di Internet. Il contributo iniziale fornito da Kleinrock in questo campo fu la sua tesi dottorale nel 1962, poi pubblicata sotto forma di libro nel 1964; in seguito ha scritto diverse pubblicazioni riguardanti le reti informatiche.
Egli descrisse con queste parole la sua tesi:
(Leonard Kleinrock)
Le sue teorie sul routing gerarchico, descritte nel 1979 assieme al suo allievo Farouk Kamoun, sono divenute fondamentali per poter stabilire il numero di operazioni dell'odierna Internet.

## Biografia

### I primi anni di carriera universitaria
Diplomatosi alla Bronx High School of Science nel 1951, Kleinrock proseguì gli studi al City College of New York, dove si laureò nel 1957, per poi affrontare un master universitario ed ottenere il dottorato in Ingegneria Elettrica al MIT, rispettivamente nel 1959 e nel 1963. In seguito divenne professore dell'UCLA, dove tuttora insegna.

### Lauree ad Honorem
Il 24 maggio 2005 ha ricevuto una laurea honoris causa in Scienze di Internet (Facoltà di Scienze Matematiche, Fisiche e Naturali) presso l'Università di Bologna.

### ARPANET ed Internet
Il 29 ottobre 1969, Kleinrock diede ufficialmente vita ad ARPANET, la prima rete informatica al mondo a commutazione di pacchetto, stabilendo un contatto tra i nodi che collegavano il suo laboratorio dell'UCLA a quello di Douglas Engelbart dello Stanford Research Institute. Gli Interface Message Processor, primordiali router presenti su entrambe le postazioni, costituirono la dorsale iniziale dell'antenata di Internet .
A partire dal 5 dicembre dello stesso anno, si collegarono alla rete anche l'Università della California di Santa Barbara e la Università dello Utah, che facevano già parte della rete originaria a quattro nodi stabilita dal progetto ARPANET.

## Opere
- Leonard Kleinrock, "Information Flow in Large Communication Nets", Ph.D. Thesis Proposal, Massachusetts Institute of Technology, July 1961
- Leonard Kleinrock, "Information Flow in Large Communication Nets", RLE Quarterly Progress Report, Massachusetts Institute of Technology, July 1961
- Leonard Kleinrock, "Information Flow in Large Communication Nets", RLE Quarterly Progress Report, Massachusetts Institute of Technology, April 1962
- Leonard Kleinrock, Communication Nets: Stochastic Message Flow and Design (McGraw-Hill, 1964)
- Leonard Kleinrock, Queueing Systems: Volume I – Theory (Wiley Interscience, New York, 1975)
- Leonard Kleinrock, Queueing Systems: Volume II – Computer Applications (Wiley Interscience, New York, 1976)
- Leonard Kleinrock, Farok Kamoun, "Hierarchical Routing for Large Networks, Performance Evaluation and Optimization", Computer Networks, Vol. 1, No. 3, pp. 155–174, January 1977